# 東海大学医学部付属病院

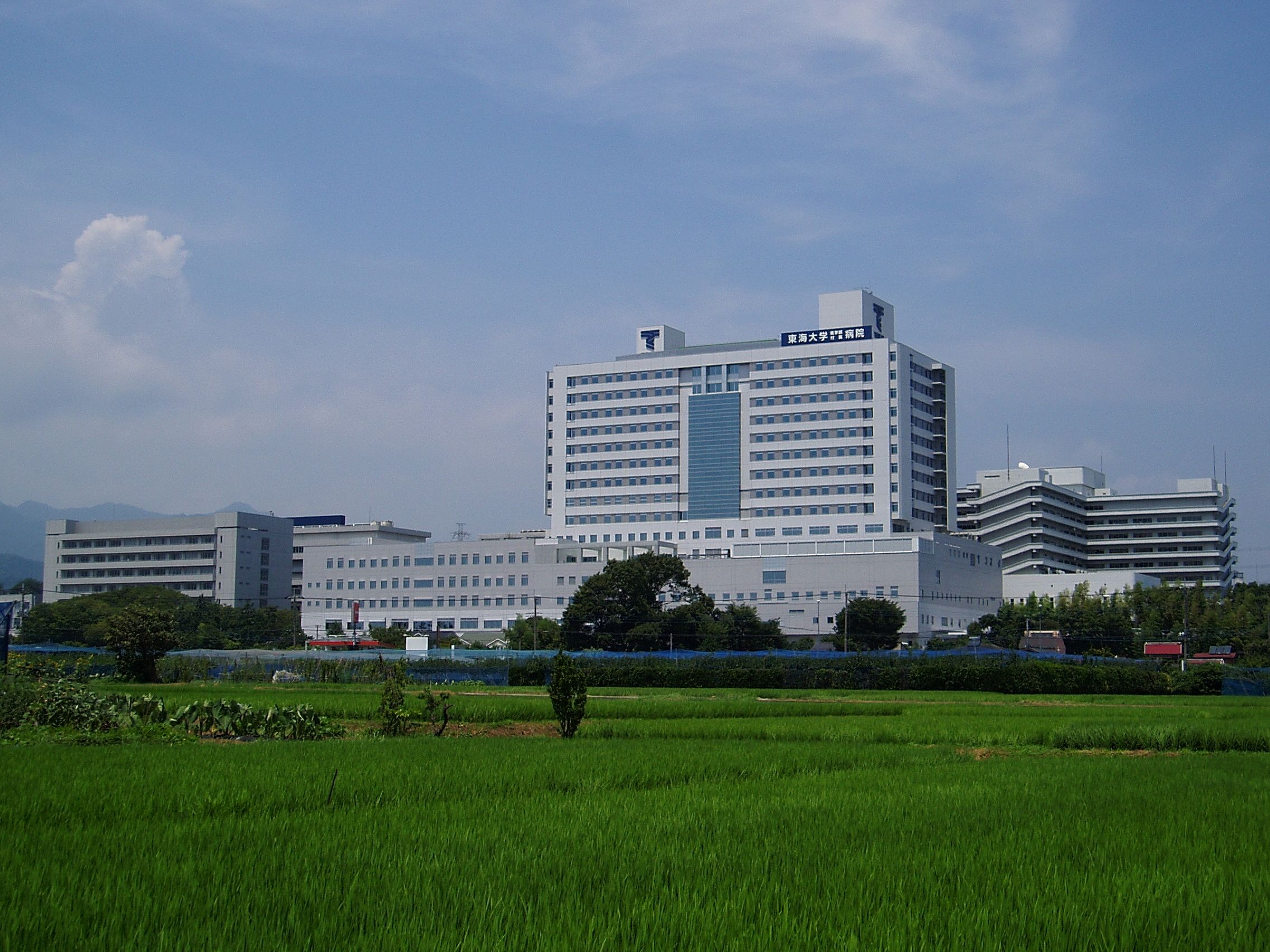
施設群

旧病棟

東海大学医学部付属病院（とうかいだいがく いがくぶ ふぞくびょういん、英語: Tokai University Hospital）は、神奈川県伊勢原市に所在する学校法人東海大学が運営する病院である。他の東海大学付属諸機関と同様に、一般的に大学等の教育機関で多く用いられている「附属」ではなく、病院においても「付属」と表記している。略称は「東海大学病院」であり、地元ではたんに「東海大」「東海」などとも呼ばれる。

## 概要
1975年（昭和50年）2月17日より診療を開始した病院で、神奈川県西部地域において随一の規模を有する大学病院である。神奈川県の災害医療拠点病院として指定を受けている。2025年5月時点、神奈川県選挙管理委員会より、不在者投票のできる施設の一つとして指定されている。
1990年代後半から付属病院の改革を実行し、2005年（平成17年）新病棟を竣工、翌年1月5日から新病棟での外来診療を開始した。（新病棟は、医学部設立30周年を機に新築された。また旧病棟は現在も一部を除き、医学部や中央事務部門などが残っている）新病院での診療開始以降、併設されている高度救命救急センターの診療機能を活かし、ドクターヘリの運用や、同センターに設置されているMRI・CT・angioを一列に配置した世界初の術中画像診断システム「MRXO」に加え、画像検査センター等、院内にMRIを6台・CT5台・angio6台を設置、また2014年に内視鏡下手術用のda Vinci (医療ロボット)を導入する等、数多くの最先端医療機器を有する第3次医療機関として、特に重篤・急性期の患者の診療を中心に、高い病床稼働率と短い平均在院日数による超急性期病院として日本トップレベルの診療体制を構築している。
院内外にはレストラン、スターバックスコーヒー、簡易郵便局やコンビニエンスストアの（ファミリーマート）が二ヶ所、書店、理容・美容室、クリーニング店、旅行代理店、三菱UFJ銀行、横浜銀行、ゆうちょ銀行のATM（現金自動預入払出機）が設置されている。但し、病院棟内のファミリーマート内に設置しているゆうちょ銀行のATMでは通帳の使用ができないATMになっている為、通帳を使用した取引の場合は簡易郵便局の窓口で対応する。
（簡易郵便局の貯金窓口取扱時間は、街中にある郵便局とは違い、平日の午後3時30分までになっている）

## 沿革
- 1974年
  - 2月16日 医学部付属病院開設許可（神奈川県知事）
  - 10月31日 医学部本館・付属病院本館竣工
- 1975年
  - 2月1日 医学部付属病院に構造設備使用許可、総合病院名称使用許可、臨床研修病院に指定
  - 2月15日 保険医療機関・国民健康保険療養取扱機関の指定（神奈川県知事）
  - 2月17日 医学部付属病院が開院し、外来診療を開始
  - 2月24日 入院診療を開始
  - 3月1日 院内簡易郵便局を開設
  - 5月1日 基準看護（特二）・基準給食・基準寝具（病衣貸与）承認
  - 6月23日 健診センター（人間ドック）を開設
- 1979年 5月24日 基準看護承認内容の変更承認（精神科特1類）、神奈川県三次救急医療受入開始
- 1980年 6月1日 生活保護法による医療担当機関の指定
- 1981年
  - 6月1日 神奈川県新生児救急医療受入開始
  - 10月1日 重症者の看護及び重症者の収容施設として承認
- 1982年 10月12日 医学部付属病院に救急病棟を開床する
- 1983年
  - 1月1日 重症者の看護及び重症者の収容病床の変更承認（神奈川県知事）
  - 6月1日 身体障害者福祉法施行規則による「じん移植に関する医療」の追加承認（厚生大臣）
  - 10月1日 土曜日の診療を休診（毎月第4土曜。その後第2土曜も休診）に伴う病院開設許可申請事項の変更（神奈川県知事）
- 1984年
  - 3月31日 医学部付属病院に救命救急センターを開設
  - 6月30日 標榜科目の追加変更（診療科目に矯正歯科を追加）に係る病院開設許可申請事項変更（神奈川県知事）
- 1985年 4月1日 医学部付属病院救命救急センターを、東海大学病院救命救急センターと名称変更する
- 1986年 5月28日 東名高速道路伊勢原緊急通路が完成
- 1987年
  - 2月1日 許可病床数1,133床となる
  - 3月31日 救命救急センターを移転
  - 4月10日 健診センター（人間ドック）を2号館（新設）に移転
- 1988年 4月1日 特3類看護等適用承認、難病治療研究センターを開設
- 1989年 11月11日 無磁気型診療カードを磁気ストライプ付診療カードへ切換を開始する
- 1990年 4月2日 総合相談室の業務を開始
- 1992年
  - 4月1日 中央診療部にNICU及び結石治療センター、難病治療センター及び老人性痴呆疾患研究センターを新設
  - 6月1日 予約システムを稼働
- 1993年
  - 4月12日 ドクターカーを導入
  - 12月1日 特定機能病院施設承認
- 1994年 4月8日 小児科院内学級「東海学級」が開設
- 1996年 11月29日 地域災害医療センターに指定
- 2000年 6月14日 慢性疾患児家族宿泊施設「かもめのいえ」を開設
- 2001年 2月1日 外来カルテへ顔写真の貼付受付を開始。その後新病院棟に電子カルテシステムが導入され、画像を取り込んだが、諸事情によりカルテの写真はなくなった。
- 2002年 5月18日 ドクターヘリ運営事業を開始
- 2003年 4月1日 救命救急センターを「高度救命救急センター」と改称し、神奈川県西部エリアでの救命活動を開始。また同日より、病院名を東海大学医学部付属病院に改称する。
- 2004年 11月22日 日本医療機能評価機構の認定を受ける
- 2005年
  - 9月30日 医学部付属病院新病棟が竣工（医学部設置30周年記念事業に伴う新病棟建設で、建設期間は2003年3月から2005年9月まで） 地上14階 地下1階、RC造（免震構造） 建物高さ：75.20メートル、敷地面積：104,060.83平方メートル 延床面積：69,257.10平方メートル
  - 11月12日 医学部付属病院新病棟の竣工式を挙行
- 2006年
  - 1月5日 医学部付属病院新病棟での外来診療を開始する
  - 4月1日 総合周産期母子医療センターを開設

（受入市町は厚木市、伊勢原市、秦野市、平塚市、茅ヶ崎市、愛川町、清川村、大礒町、二宮町の4市3町1村）
- 10月18日 神奈川県より「神奈川DMAT指定病院」を受ける
- 2006年から2008年の後半頃まで、旧病棟の一部を取り壊し、新たに外来用自動車駐車場を建設。パーク24（コインパーキングのタイムズ）を東海大学医学部付属病院立体駐車場として運用を開始。（立体駐車場は24時間営業）　旧病棟部分は現在も引き続き、医学部校舎及び中央事務部門として使用
- 2007年
  - 4月1日　許可病床数から精神科病床を廃止し、病床数1,133床から1,096床へ減床する
  - 8月1日　許可病床数1,096床から804床へ減床する
- 2011年
  - 4月1日 厚生労働省より「看護師特定行為・業務試行事業（救急分野）」の実施施設に指定。以後2012年4月1日以降も継続指定。
- 2012年
  - 5月7日 病院バス停待合室内にスターバックスコーヒー東海大学医学部付属病院店が開店し、同日から営業を開始する
- 2013年
  - 10月15日 建学75周年記念事業として付属棟竣工
- 2014年
  - 3月15日 ヘリコプター格納庫竣工
- 2015年
  - 3月28日 建学75周年記念事業として松前記念講堂竣工
- 2016年
  - 5月23日　病院バス停待合室内に、横浜銀行東海大学医学部付属病院出張所（店舗外キャッシュサービスコーナー）を新設。同日から営業を開始する
- 2017年
  - 3月24日　病院棟地下1階にあったレストランがこの日をもって閉店。現在は病院棟5階と健診センターのある2号館地下1階にあるレストランのみ営業
  - 5月6日　一部外来診療科を新病院棟から、健診センターがある2号館1階へ移転。移転した診療科は皮膚科と精神科の2科
  - 7月24日　第3診療センター内にあった乳腺内分泌外科、3階の短期入院手術センター内にあった緩和ケア科が2階から3階へ移転し診療を開始する
  - 9月24日　第5診療センター内にあった東洋医学科漢方外来及び遺伝子診療科が4階へ移転し、診療を開始する
  - 11月27日　第1診療センター内にあったリウマチ内科が、2017年3月24日まで病院棟地下1階にあったレストラン跡地へ移転し、診療を開始する

## 特徴

### 高度救命救急センター
当病院には、全国で36施設が認定（2017年現在）されている高度救命救急センターがあり、三次救急医療施設として神奈川県内では湘南・県西・一部県央部から山梨県・静岡県の一部に係る広範囲の救急患者を受け入れている。当病院高度救命救急センターの救急車受入台数は年間7,000台以上である
- MRXO

高度救命救急センター内には「MRXO(Magnetic Resonance X-ray Operation suit)」という手術室にMRI/CT/angioが並列された世界初の術中画像診断システムが構築されている。これは手術中にMRIや脳血管撮影が可能であり、かつ、手術室はあらゆる手術に対応可能なシステムが配置されている。
- 洋上救急

日本水難救済会により運営されており、太平洋上で操業している船舶の中で急に傷病者が発生した場合、船舶からの要請で太平洋上へ海上保安庁や自衛隊と協力しながら救急医が出動救助するシステムである。船舶からのSOSは海上保安庁に入り、海上保安庁が各機関に要請する。現場海域までの距離が長い場合は、東海大学病院から医師、看護師が大和市・綾瀬市にある厚木基地まで向かい、海上自衛隊厚木基地から自衛隊の飛行艇で患者の収容に向かう。なお、2007年5月22日には公益社団法人日本水難救済会より日本水難救済会名誉総裁表彰「洋上救急功労賞」を受賞している。

## 高度救命救急センター内施設概要
- ICU 32床
- E-ICU（救急専用集中治療室）19床
- 熱傷センター 3床
- E-HCU（救急専用重症治療室）36床
- 高圧酸素治療室（旧病棟地下1階にある）
- 救急車搬送数（2015年度の総搬送人数）   6,773人
- ドクターヘリでの総搬送数（2015年度）     261人
- 一次・二次外来受入患者数（2015年度）　9,348人

### ドクターヘリ
ドクターヘリは近くに医療機関がないような地域からでも短時間で救命センターに救急患者を搬送する事が可能であり、医療スタッフがヘリに搭乗して現場へ出動する事は迅速な初期治療を可能とし、救命率を向上につながる重要な戦略と考えられる。東海大学では平成11年（1999年）から厚生省（当時）の試行的事業を行い、1年半の期間に485名の救急患者を搬送した。本試行的事業ではドクターヘリによって55名の患者が救命されたと考えられ、同じく試行的事業を担当した川崎医科大学の結果と合わせてドクターヘリの医学的有効性が証明された。

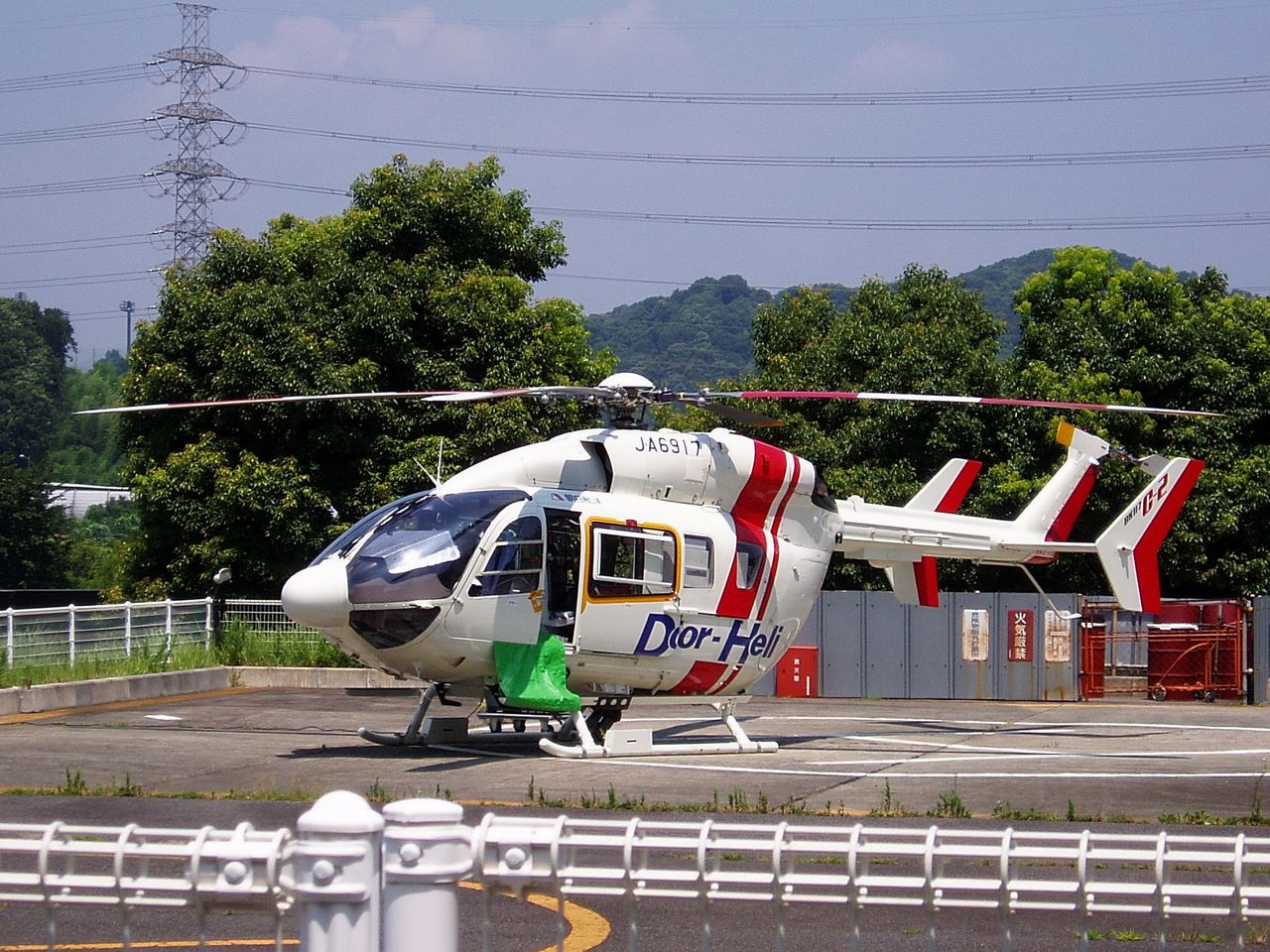
常駐のドクターヘリ BK117C-2

この結果をふまえ、平成13年（2001年）より国の事業として正式にドクターヘリ事業は展開されるようになった。平成14年（2002年）からは神奈川県の事業として再開し、東海大学ドクターヘリシステムは年間約300名、現在（平成23年3月）まで約3,000名の患者を搬送している。主な出動地域は神奈川県西部・山梨県・静岡県である。ドクターヘリは消防本部からの要請を受けたのち出動の可否を判断し、東海大学病院敷地内のヘリポートから救急現場へ向けて飛び立つ。離陸まで5分前後、神奈川県内では出動要請から現場に到着するまで平均11分ほどである。医師が現場に到着したその瞬間から初期治療が始まるため、救急車で救命救急センターに患者を搬送するよりもずっと早いタイミングで初期治療が開始される事が救命率向上のもっとも大きな理由と考えられる。
ドクターヘリ事業予算は年間約1億8000万円ほどで、半分は国から、あとの半分は主に県が負担している。税金で行っている事業であるため、ヘリで搬送された患者が負担する費用は病院と同様治療費はかかるものの、ヘリ搬送のための特別な費用はかからない。機体の運用は朝日航洋。

### PFM（Patient Flow Management）・入退院センター
当院では、総合相談室・入退院センター・医療連携室・ボランティア室を総合して「患者支援センター」（通称PFM:Patient Flow Management）を設置している。医師・看護師・医療ソーシャルワーカー・事務職員が協同して、患者の受診から入院、退院後の生活まで安心した療養が受けられるようサポートしている。

## 診療科
- 総合内科
- 循環器内科
- 呼吸器内科
- 消化器内科
- 血液腫瘍内科
- リウマチ内科
- 神経内科
- 腎内分泌代謝内科
- 東洋医学科（漢方外来）
- 心臓血管外科
- 移植外科
- 呼吸器外科
- 消化器外科
- 乳腺内分泌外科
- 小児外科
- 脳神経外科
- 泌尿器科
- 麻酔科
- 救命救急科
- 精神科
- 小児科
- 産婦人科
- 皮膚科
- 眼科
- 耳鼻咽喉科
- 形成外科
- 整形外科
- 放射線治療科
- 歯科口腔外科
- リハビリテーション科
- 遺伝子診療科
- 画像診断科
- 臨床検査科
- 病理診断科
- 細胞移植再生医療科

## 指定を受けている公費負担医療制度
- 生活保護法
- 結核予防法
- 労働者災害補償保険法
- 地方公務員災害補償法
- 原子爆弾被爆者援護法（一般医療・健康診断）
- 母子保健法（養育医療、妊婦乳児健康診断）
- 児童福祉法（育成医療）
- 精神保健法
- 更生医療（身体障害者福祉法、戦傷病者特別援護法）
- 公害健康被害者補償法
- 障害者総合支援法
- 特定疾患治療研究事業
- 小児慢性特定疾患治療研究事業

## 厚生労働省承認届出受理事項
- 特定機能病院入院基本料（一般7対1）
- 臨床研修病院入院診療加算
- 超急性期脳卒中加算
- 妊産婦緊急搬送入院加算
- 診療録管理体制加算
- 新生児入院医療管理加算
- 療養環境加算
- 緩和ケア診療加算
- がん診療連携拠点病院加算
- 栄養管理実施加算
- 医療安全対策加算
- 褥瘡患者管理加算
- 褥瘡ハイリスク患者ケア加算
- ハイリスク妊娠管理加算
- 救命救急入院料
- 特定集中治療室管理料
- 総合周産期特定集中治療室管理料
- 広範囲熱傷特定集中治療室管理料
- 高度難聴指導管理料
- 地域連携診療計画管理料
- 薬剤管理指導料
- 医療機器安全管理料I・II
- 血液細胞核酸増幅同定検査
- 検体検査管理加算I・III
- 遺伝カウンセリング加算
- 心臓カテーテル法による諸検査の血管内視鏡検査加算
- 補聴器適合検査
- 神経学的検査
- 画像診断管理加算I・II
- CT撮影及びMRI撮影
- 冠動脈CT撮影加算
- 心臓MRI撮影加算
- 無菌製剤処理料
- 外来化学療法加算I
- 心大血管疾患リハビリテーション料I
- 脳血管疾患等リハビリテーション料I
- 運動器リバビリテーション料I
- 呼吸器リバビリテーション料I
- 精神科ショートケア（小規模なもの）
- エタノール局所注入
- 脳刺激装置植込術（頭蓋内電極植込術を含む。）
- 脳刺激装置交換術
- 人工内耳埋込術
- 経皮的冠動脈形成術（高速回転式経皮経管アテレクトミーカテーテルによるもの）
- 経皮的中隔心筋焼灼術
- ペースメーカー移植術
- ペースメーカー交換術
- 両心室ペースメーカー移植術
- 両心室ペースメーカー交換術
- 埋込型除細動器移植術
- 埋込型除細動器交換術
- 両室ペーシング機能付き埋込型除細動器移植術
- 大動脈バルーンパンピング法（IAPB法）
- 体外衝撃波腎・尿管結石破砕術
- 体外衝撃波胆石破砕術
- 同種死体腎移植術
- 生体腎移植術
- 腹腔鏡下前立腺悪性腫瘍手術
- 医療点数表第2章10部手術の通則5及び6に掲げる手術
- 麻酔管理料
- 放射線治療専任加算
- 外来放射線治療加算
- 高エネルギー放射線治療
- 直線加速器による定位放射線治療
- 地域歯科診療支援病院歯科初診料
- 歯科外来診療環境体制加算
- 地域歯科診療支援病院入院加算
- 歯科治療総合医療管理料
- 補綴物維持管理料
- 脊髄刺激装置植込術及び脊髄刺激装置交換術
- 頭蓋骨形成手術（骨移動を伴うものに限る）
- 歯周組織再生誘導手術

## 医療機関の指定等
- 特定機能病院
- 臨床研修病院
- 災害拠点病院
- 高度救命救急センター
- がん診療連携拠点病院
- 総合周産期母子医療センター
- 難病研究治療研究センター
- 認知症疾患医療センター
- 肝疾患医療センター
- 障害者総合支援法指定自立支援医療機関
- 日本医療機能評価機構認定病院
- エイズ治療拠点病院
- オンコロジーセンター
- 航空身体検査指定機関[2][3]

## 交通アクセス
出典
| 乗車駅                  | のりば | 系統 | 下車停留所       | 運行事業者 |
| ----------------------- | ------ | ---- | ---------------- | ---------- |
| 小田急小田原線 伊勢原駅 | 北口2  | 伊74 | 「東海大学病院」 | ■神奈中    |
| 小田急小田原線 伊勢原駅 | 南口4  | 伊06 | 「東海大学病院」 | ■神奈中    |
| JR東海道本線 平塚駅     | 北口7  | 平89 | 「東海大学病院」 | ■神奈中    |